# 村上和彦 (プロデューサー)
村上 和彦（むらかみ かずひこ、1965年（昭和40年）3月10日- ）は、日本のテレビプロデューサー・テレビディレクター。
日本テレビ放送網制作局専門部長として同局のバラエティ番組の演出・プロデュースを手掛け、2014年からフリーディレクターとして活動している。

## 人物
神奈川県小田原市出身。2008年から2020年および、2024年から小田原市長を務めている加藤憲一とは神奈川県立小田原高等学校の山岳部時代に一緒にインターハイに出た間柄。
筑波大学第2学群比較文化学類卒業後、1988年に日本テレビに入社。編成本部・スポーツ局→同・制作局→編成局（2006年からはスポーツ・情報局）情報センター→情報エンタティンメント局所属を経て、2011年1月より現職。2004年まで高橋正弘チーフプロデューサー、2008年6月末までに政橋雅人、福地聡チーフプロデューサー、2009年6月末までに染井将吾チーフプロデューサー、2010年末までは鈴江秀樹チーフプロデューサーの番組に携わっていた。2011年1月からは、バラエティー局→制作局バラエティーセンターに移籍。安岡喜郎チーフプロデューサーの担当する番組に携わる。
『ザ・サンデー』の総合演出として北朝鮮の飢餓・脱北問題を題材としていち早く取り上げる。また芸能コーナーやスポーツコーナーではバラエティ色を強く出して、全盛期には平均視聴率15％以上を獲得した。
その後『スッキリ!』では加藤浩次・テリー伊藤のバラエティ色を前面に出して、視聴率を大幅に引き上げた。
日本テレビの中では、情報番組の正統的な演出ができる人材であると同時に、エッジの立った企画・演出を次々に生み出す特異なクリエイターである。
また「プロレスニュース」・「ザ・サンデー」の野球コーナー・「ブラックバラエティ」の野球モノマネ、とスポーツ関連ネタにも強いとされる。
各担当番組ではマスコットキャラクターを作ることが多く、出演者の意図に反してキャラクターが勝手気儘に行動するという演出が恒例となっている（『WIN★』のWINちゃんやトヨチュン、『中井正広のブラックバラエティ』のクレッシェンドくんやタンジェントくん、『ルドイア☆星惑三第』の風船プロデューサー、『ヒルナンデス!』のフェルナンデスくんなど）。退職するまでは、制作局専門部長 だった。
2014年7月31日にて日本テレビを退職。フリーランスに転向する。2015年4月からはテレビ東京系の朝番組『チャージ730!』の監修として、初めて他局番組のプロデュースを行う。
2019年、京都造形芸術大学にて客員教授と広報戦略室長に着任。

## かつての担当番組
- 新春スポーツスペシャル箱根駅伝（スタッフ）
- 徳光&所のスポーツえらい人グランプリ（企画）
- ルドイア☆星惑三第(最高評議会)
- WIN☆（P・演出）
- THE・サンデー（総合演出） - プロ野球選手のコーナー発案
- 三行広告探偵社（P）
- ザ!情報ツウ（総合演出）
- THE独占サンデー（総合演出）
- K-1ジャパン（P）
- ブラックワイドショー（P）
- 24時間テレビ 「愛は地球を救う」（1999年・2002年・2003年演出　2000年プロデューサー　2004年・総合演出　2006年チーフディレクター）
- 全日本プロレス中継（ディレクター）- プロレスニュース発案
- モバポスGREAT（監修）
- オトナの資格（アダルトP）
- スッキリ!!（総監督）
- モバタレGREAT（監修）
- Touch! eco 2008 明日のために…55の挑戦?スペシャル（総合演出）
- 未来創造堂（演出・P）
- 中井正広のブラックバラエティ（監修→総合演出）
- ヒルナンデス!（総合演出→アドバイザー）
- 新発見!TV大事件50年史 運命を変えた衝撃の瞬間（フジテレビ）（総監督）
- チャージ730!（テレビ東京）（監修・ブレーン）
- モーニングチャージ!（テレビ東京）（監修・ブレーン）
- ビートたけしの教科書に載らない日本人の謎（演出）
- 歴智小五郎（企画・演出）
- めざましどようび（フジテレビ）（企画・演出）
- 違うdeSHOW（AbemaTV）